# Dammareuss
Die Dammareuss ist ein rund 3 Kilometer langer Zufluss des Göscheneralpsees im Schweizer Kanton Uri. Sie verläuft vollständig in der Gemeinde Göschenen im Südwesten des Kantons.

## Geographie

### Verlauf
Die Dammareuss entspringt auf etwa 2360 m ü. M. am Winterbergmassiv unterhalb des Dammastocks dem nordöstlichen Teil des Dammagletschers. Sie fliesst anfangs nach Osten und wendet sich dann am Westhang des Moosstocks unterhalb der Dammahütte nach Südosten. Hier nimmt sie von rechts mehrere weitere Abflüsse des Dammagletschers auf.
Sie erreicht den Dammaboden, wo sie sich nach Nordosten wendet und ihr von rechts ein weiterer wichtiger Bach zufliesst. Nach weiteren 800 Metern mündet die Dammareuss auf 1792 m ü. M. von rechts in die hier zum Göscheneralpsee aufgestaute Göschener Reuss.

### Einzugsgebiet
Das 10,43 km² grosse Einzugsgebiet der Dammareuss liegt in den Urner Alpen und wird durch sie über die Göschener Reuss, die Reuss, die Aare und den Rhein zur Nordsee entwässert.
Es besteht zu 0,6 % aus bestockter Fläche, zu 0,2 % aus Landwirtschaftsfläche und zu 99,2 % aus unproduktiven Flächen.
Die Flächenverteilung
Die mittlere Höhe des Einzugsgebietes beträgt 2656,2 m ü. M., die minimale Höhe liegt bei 1827 m ü. M. und die maximale Höhe bei 3583 m ü. M.

## Hydrologie
Bei der Mündung der Dammareuss in die Göschener Reuss beträgt ihre modellierte mittlere Abflussmenge (MQ) 730 l/s. Ihr Abflussregimetyp ist a-glaciaire und ihre Abflussvariabilität beträgt 13.